# 巴山高原鰍
巴山高原鰍（學名：Triplophysa bashanensis）為輻鰭魚綱鯉形目條鰍科高原鰍屬的其中一種。其种加词“bashanensis”意为“大巴山的”。分布於亞洲中國陝西省嘉陵江流域，體長可達10.7公分，棲息在溪流底層水域，生活習性不明。